# Ralf Gauck

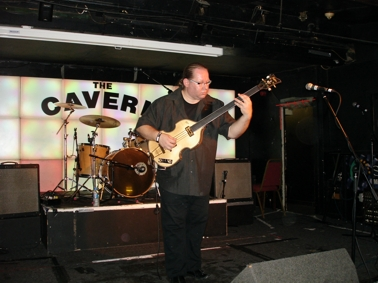
Ralf Gauck (2008)

Ralf Gauck (* 8. Mai 1965 in Worms) ist ein deutscher Gitarrist und Bassist.

## Biografie
Gauck begann mit 14 Jahren Gitarre zu spielen. 1987 studierte er für zwei Jahre am Konservatorium Hilversum in den Niederlanden Jazzgitarre und 1989 bei Randall Dollahon.
In den 1990er-Jahren leitete er eine private Musikschule in seiner Heimatstadt Worms. In dieser Zeit wechselte er von der Jazzgitarre zum E-Bass. 1993 veröffentlichte er seine erste Solo-CD „Unn Wie!“ bei Poni Records. Es folgten Aufnahmen mit Peter Ratzenbeck und Chris Jones in den Pauler Studios für Stockfisch Records. Von 2002 bis 2006 war er festes Mitglied des Instrumentalensembles Chantal. Als Bassist des Ensembles Chantal produzierte er eine CD mit Beatles-Songs als Referenzaufnahmen für die Bose Corporation, unter anderem in den legendären Abbey Road Studios in London. 2003 wurde Chantal vom SWR zur „Gruppe des Jahres“ gewählt und spielten im gleichen Jahr im Cavern Club in Liverpool.
Ab 2005 konzentrierte sich Ralf Gauck auf seine Solokarriere und veröffentlichte die CD „Zauberwasser“ bei Zounds. Die Fachpresse bezeichnete ihn in Kritiken als „Basswunder“ (Folker!). Im Vorfeld der CD-Produktion „Fields of Gold“ (2006) mit Kompositionen von Sting und The Police verweigerte ihm das Plattenlabel EMI die Aufnahme- und Aufführungsrechte. Letztendlich wurde die Freigabe von Sting persönlich veranlasst. Produziert wurde die CD in den Rainbow Studios von Jan Erik Kongshaug in Oslo. Die Wochenzeitung Die Zeit nahm diese CD in die Jahresbestenliste 2007 auf. Die Firma Höfner baute ihm 2007 einen speziellen bundlosen Bass.
Die Deutsche Popstiftung und der Deutsche Rockmusikerverband zeichneten Ralf Gauck 2007, 2008 und 2010 in den Kategorien „Bester Bassist“ und „Bester Instrumentalsolist“ mit dem Deutschen Rock- und Pop-Preis aus.
Die Firma Franz Bassguitars veröffentlichte im Januar 2014 das Ralf Gauck Signature Modell, ein E-Bass, das mit Hohlkörpern gebaut wird und einen sehr akustischen Ton produziert.
Er spielte mit Michael Manring, Sándor Szabó, Claus Boesser-Ferrari, Denny Seiwell (Wings), Tony Sheridan, Peter Ratzenbeck, Chris Jones, Kosho (Söhne Mannheims) und Herman’s Hermits.

## Diskografie
- Ralf Gauck – kopfKINO (GAUCKwerkstatt)
- Marie's Wedding – Both Sides (Prosodia Records)
- AAAtrio – Wizzard Dance (Akusztikus Gitárzene Közhasznú Egyesület)
- Ralf Gauck – Hautnah (GAUCKwerkstatt)
- Ralf Gauck & Sándor Szabó – Daybreak (Akusztikus Gitárzene Közhasznú Egyesület)
- Ralf Gauck – A Hard Days Night (Wonderland Records)
- Hans Reffert – Westlich Bb9 (Wonderland Records)
- Ralf Gauck – Fields Of Gold (Wonderland Records)
- Ralf Gauck – Zauberwasser (Zounds)
- European BassDay 2005 sampler (schoots records)
- Blue Lines – Between The Lines (Zounds)
- Peter Ratzenbeck – Peter’s Fancy (Stockfish Records)

Mit dem Ensemble Chantal
- best of chantal – stairway to heaven
- konzertante weihnachtsmusik
- entspannungs cd
- beatles – strictly instrumental
- live at the cavern
- populars – vol. 1
- chantal meets tony sheridan – live
- at abbey road
- tell me if you can – Maxi CD
- Herman’s Hermits – Live in Germany & Pop Orchestra Chantal
- Chantal Plays Beatles – No. 1
- DVD – Chantal Meets Tony Sheridan – live

Weitere Einspielungen
- Herman’s Hermits – No Milk Today 2005 – Maxi CD
- Zounds – Test The Best
- Future Zounds – Blue Lines & Monokhrom
- Bose MP3 – Edition 1 Highlights – Klangerlebnisse von Klassik bis Pop
- Dynaudio – Feel The Music

## Bücher
- Ralf Gauck – without frets without limits Fretless Bass Grundkurs – GAUCKwerkstatt
- Ralf Gauck – kopfKINO Songbook – GAUCKwerkstatt
- Double Feature – Bandworkshop für Gitarre & Bass – Artist Ahead Musikverlag
- Stay In Time – Dein Weg zum professionellen Timing.  Schell Musik
- Starterpaket Ukulele. Musikverlag Gauck
- Speaking BASSically – Spielen nach Akkordsymbolen.  Musikverlag Gauck